# Pamagersari
Pamagersari is een bestuurslaag in het regentschap Bogor van de provincie West-Java, Indonesië. Pamagersari telt 4821 inwoners (volkstelling 2010).